# Bulbophyllum truncicola
Bulbophyllum truncicola là một loài phong lan thuộc chi Bulbophyllum.